# Psi (software)
Psi è un client di instant messaging distribuito mediante licenza GPL, basato sul protocollo XMPP. Essendo realizzato con le librerie Qt può essere eseguito sotto Linux, Microsoft Windows e macOS. Sono disponibili pacchetti precompilati di tipo RPM o deb per la maggior parte delle distribuzioni Linux, così come binari per Windows e Mac OS X.
L'obiettivo degli sviluppatori di Psi è creare un client completo per XMPP che cerca di aderire in modo stringente ai draft XMPP e alle estensioni XMPP (XEP). Questo significa che nella maggior parte dei casi Psi non realizza servizi finché non sono ratificati come standard all'interno della comunità XMPP. Ciò garantisce che Psi rimanga un client stabile, compatibile e con un comportamento predicibile e documentato, sia dal punto di vista degli sviluppatori che degli utenti.
Siccome il protocollo XMPP permette di realizzare gateway verso altri servizi di rete, con supporto per molteplici server, grazie a PSI è possibile collegarsi facilmente anche a Yahoo! Messenger, AIM, ICQ and .NET Messenger, sfruttando questi gateway.